# Astragalus muliensis
Astragalus muliensis är en ärtväxtart som beskrevs av Hand.-mazz. Astragalus muliensis ingår i släktet vedlar, och familjen ärtväxter. Inga underarter finns listade i Catalogue of Life.